# Joseph Ravannack
John Joseph "Joe" Ravannack (19. marts 1878 i New Orleans – 10. oktober 1910 smst) var en amerikansk roer som deltog i OL 1904 i St. Louis.
Ravannack vandt en bronzemedalje i roning under OL 1904 i St. Louis. Han kom på en tredjeplads i dobbeltsculler sammen med John Wells.